# Angoville-sur-Ay
Angoville-sur-Ay är en kommun i departementet Manche i regionen Normandie i norra Frankrike. Kommunen ligger i kantonen Lessay som tillhör arrondissementet Coutances. År 2018 hade Angoville-sur-Ay 237 invånare.

## Befolkningsutveckling
Antalet invånare i kommunen Angoville-sur-Ay
| Referens: INSEE |